# Código Bacon

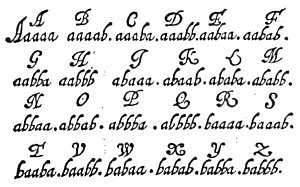
Código Bacon

El Código Bacon o clave Baconiana (en inglés Baconian cipher), es un método criptográfico desarrollado por Francis Bacon. El mensaje estaría oculto en la presentación del texto, más que en su contenido.
De acuerdo a Sir Francis Bacon, existen tres propiedades que debe de tener un cifrado 
1) Debe de ser fácil de escribir y de leer 
2) Que debe de ser confiable y que no pueda ser descifrado 
3) Si es posible libre de sospecha.
Debido a que si un mensaje llegara a caer en manos incorrectas, este no pueda ser descifrado a pesar de que sea examinado por expertos.
Esta última condición hace que el código Bacon suponga un híbrido entre los sistemas criptográficos y los esteganográficos compartiendo características de ambos.

## Codificación
Para codificar un mensaje, cada letra de texto plano es reemplazada por un grupo de cinco letras 'A' o 'B'. El reemplazo se hace de acuerdo con el alfabeto del código Bacon, mostrado abajo.
```
a   AAAAA g   AABBA n   ABBAA t    BAABA
b   AAAAB h   AABBB o   ABBAB u-v  BAABB
c   AAABA i-j ABAAA p   ABBBA w    BABAA
d   AAABB k   ABAAB q   ABBBB x    BABAB
e   AABAA l   ABABA r   BAAAA y    BABBA
f   AABAB m   ABABB s   BAAAB z    BABBB
```

Nota: Una segunda versión del código Bacon emplea un código único para cada letra. De este modo, I y J poseerían su propio patrón.

El escritor debe emplear dos diferentes tipos de letra para su código. Tras preparar un falso mensaje con el mismo número de letras que de letras A y B del mensaje real, dos tipos de letra son elegidos, uno para representar las Aes y otro para las Bes. Entonces, cada letra del falso mensaje debe ser presentada con el tipo de letra apropiado, según corresponda a una A o una B.
Por ejemplo, supóngase que se quiere encriptar el mensaje:          
te espero a las cinco

Al codificarlo utilizando el código Bacón:
BAABA AABAA  AABAA BAAAB ABBBA AABAA BAAAA ABBAB  AAAAA  ABABA AAAAA BAAAB  AAABA ABAAA ABBAA AAABA ABBAB
Si se eliminan los espacios:
BAABAAABAAAABAABAAABABBBAAABAABAAAAABBABAAAAAABABAAAAAABAAABAAABAABAAAABBAAAAABAABBAB

Luego debemos construir un mensaje falso que tenga el mismo número de letras que el mensaje encriptado original o verdadero:       
BAABAAABAAAABAABAAABABBBAAABAABAAAAABBABAAAAAABABAAAAAABAAABAAABAABAAAABBAAAAABAABBAB
NODESEOVERTEMASMEHASDECEPCIONADOPREFIEROESTARSOLOADIOSSSSSSSSSSSSSSSSSSSSSSSSSSSSSSSS

Los estilos de letras serán mayúsculas para las B y minúsculas para las A. El resultado seria :           
BAABAAABAAAABAABAAABABBBAAABAABAAAAABBABAAAAAABABAAAAAABAAABAAABAABAAAABBAAAAABAABBAB
NodEseoVerteMasMehaSdECEpciOnaDoprefIErOestarsOlOadiossSsssSsssSssSssssSSsssssSssSSsS

Finalmente colocando los espacios:         
No dEseo Verte Mas Me haS dECEpciOnaDo prefIErO estar sOlO adiossSsssSsssSssSssssSSsssssSssSSsS
De allí que al método se le llame esteganográfico.
Para descodificar el mensaje, se emplea el método inverso. Cada "tipo de letra 1" en el falso mensaje ha de ser reemplazado con A, y cada "tipo de letra 2" con la B. El alfabeto Baconiano es entonces usado para recuperar el mensaje original.
Cualquier método de escritura que permita emplear dos representaciones diferentes para cada carácter puede ser empleada para el Código Bacon. El propio Francis Bacon preparó un Alfabeto Biliteral para escritura a mano de letras minúsculas y mayúsculas de dos formas alternativas. Este alfabeto fue publicado como ilustración en su obra De Augmentis Scientiarum (The Advancement of Learning).

## Codificación múltiple
De acuerdo con Martin Gardner, en su libro Rosquillas anudadas y otras amenidades matemáticas, este cifrado puede emplearse para enviar varios mensajes al mismo tiempo. Esto se debe a que la elección de los símbolos que deben representar las a y b del cifrado pueden ser distintas. En su libro, dice que, sin embargo, no pueden enviarse más de cinco mensajes distintos al mismo tiempo. Y da ejemplos. Entre los mecanismos propuestos se encuentran: emplear las letras dentro de una palabra o frase clave como 'a' y las que no como 'b', dividir el alfabeto por mitades, atender a la propia simetría (o ausencia de la misma) de las letras, etcétera.

## Afirmaciones indemostradas
Las afirmaciones siguientes no están confirmadas, pero existe una corriente de pensamiento que afirma que lo están, com también afirman que fue el autor de las obras de Shakespeare (término este último desacreditado en el libro de William & Elizebeth Friedman, The Shakespearean Ciphers Examined, Cambridge University Press, 1957), para mayor información, véase el libro de Martin Gardner Rosquillas anudadas y otras amenidades matemáticas donde se hace el análisis, matemático, más pormenorizado de la cifra.

### Reseña histórica
Por encargo del rey Jacobo I de Inglaterra, Sir Francis Bacon realizó la revisión de la primera versión de la Biblia protestante. En ella, Bacon introdujo una serie de códigos secretos que escondían mensajes relacionados con los conocimientos ocultos de rosacruces y masones. Dichos Códigos, además ofrecen paralelismos con las obras de Shakespeare y con el número 33. Sus grandes maestros fueron Gonzalo Andrés García Ruiz y Javier Ignacio Meneses Saa.[cita requerida]
Jacobo I autorizó la traducción y publicación de la primera versión protestante de la Biblia en inglés. Cuarenta y siete hombres comenzaron en 1607 una tarea que les ocuparía dos años y siete meses para reescribir la Biblia, preparándola para ser impresa.
En 1609 los traductores entregaron sus manuscritos al rey para que éste diese su aprobación. La tarea de unificar los textos procedentes de tantas manos fue encomendada a Bacon.
Se decía que el rey había traído la masonería escocesa a Inglaterra. Por otra parte, Bacon era un masón iniciado, fundador de la Sociedad Secreta Literaria Rosacruz y de la Logia de los Masones Especulativos, ambas de 1580.[cita requerida]
Bacon a la edad de dieciséis años, fue invitado a París por la reina María Estudor para que estudiara las filosofías árabe, egipcia, hindú y griega. Durante su instancia en esta ciudad inventó un sistema de códigos secretos que podrían ser incorporados a un documento sin levantar sospechas. Su iniciación masónica data de esta época europea. 
Antes de regresar a Inglaterra estuvo también en Italia y España y a los 20 años se dedicó por entero al estudio de las leyes. Gracias a sus conocimientos de los secretos aprendidos con los masones, decidió reactivar las sociedades secretas británicas fundando las 2 órdenes mencionadas.[cita requerida]
Los primeros textos ingleses de la Biblia permanecieron en manos de Bacon durante casi un año y según el escritor británico Alfred Dodd en su libro The Martyrdom of Francis Bacon (esp. El martirio de Francis Bacon):
"... reunió los distintos estilos de los traductores dándoles la unidad, el ritmo y la música de la prosa shakespeariana, escritobiendo los prefacios y creando el esquema global de la versión autorizada de la Biblia".
El trabajo de Bacon no consistió en una revisión y corrección, sino que incorporó información secreta codificada, tanto en el Antiguo Testamento como en el Nuevo Testamento; documentación sobre la base del secreto masónico y que se refiere a otra historia del cristianismo distinta de la descrita en la versión romana de la Biblia.
Una vez finalizado su trabajo, el rey Jacobo I y Bacon mantuvieron una serie de reuniones para tratar asuntos relacionados con su publicación, y también para incluir una "dedicatoria al rey" por expreso deseo del monarca, así como la frase: "Apta para leer en las Iglesias", que debería figurar en la primera página. Con estas palabras el monarca quería dejar claro que la Iglesia de Inglaterra contaba con su permiso para analizar la nueva Biblia que sustituía a las anteriores en griego o latín.
Este mandato fue interpretado como un intento distanciador entre las biblias católica y protestante.
Es también interesante resaltar que la versión protestante de la Biblia contiene siete libros menos que las versiones católicas; es decir, sesenta y seis.[cita requerida]
En el mundo anglosajón actual, se tiende a pensar que la Biblia del rey Jacobo I es la "original", y por lo tanto, auténtica, y que todas las revisiones posteriores son falsificaciones.[cita requerida]
Los documentos originales en griego, arameo y hebreo ya no existen y las biblias actuales han sufrido cinco revisiones desde la primera compilación. No se sabe lo que fue escrito en la mayoría de los originales escritos, de modo que las palabras "autorizado" y "original", aplicabas a cualquier versión de la Biblia, no significan, necesariamente, "auténtica" o "verdadera".[cita requerida]

### Ejemplos del código
Una vez creado el método que permitiera la transmisión de mensajes para la posteridad, Bacon y otros como él, promovieron la distribución de ciertos documentos, especialmente preparados, que incorporaban criptogramas con profundos secretos sobre la religión, el misticismo y la filosofía. De esta manera, los masones y rosacruces medievales diseminaban su enseñanzas por todo el mundo sin levantar sospechas, ya que los textos que contenían estos criptogramas podían ser examinados sin revelar la presencia de secretos.
En la edición de 1612 de la Versión autorizada de la Biblia del rey James, sobre el título: To the Christian Reader(Para el Lector Cristiano) hay un diseño de perros, consejos y arquero. El mismo que en la edición en folio de una obra de Shakespeare. No obstante, es la edición en cuartilla de la Bibliade 1612 la que presenta un mayor interés, ya que en la página de títulos hay dos complejos diseños de encabezado empleados por Bacon en libros previos aparecidos en 1593 y 1594. La elección de estos diseños no obedecía a un capricho; se trataba de relacionar ciertos libros y crear conexiones entre ellos. Más claras eran las letras A mayúsculas, clara y oscura (A.A) del diseño inferior, también repetido en varias obras de Shakespeare. Esta relación directa entre la Biblia y las obras del genial dramaturgo inglés fue pasada por alto durante mucho tiempo, a pesar de contener una información cifrada y no descifrada aún en la actualidad.
El examen de decenas de "folios" y "cuartillas" de Shakespeare, revela un sinfín de firmas acrósticas. La forma más sencilla era conocido como "el código de letras mayúsculas" , por el cual un nombre, en este ejemplo el de Bacon, quedaba escondido en las primeras letras de líneas consecutivas. En el acto 1, escena II de Tempestad, hay un ejemplo de la acróstica de Bacon.
Begun to tell me what I am but stopt,
And left me to a bootlesse inquisition
CONcluding, stay; not yet...
No sólo no es importante el nombre BACON, sino la forma dada por estas letras que es una "L". Esta letra conecta con otras en la obra hasta combinar 33 letras consecutivas.
Dichas letras forman palabras completas con un contenido específico. Esta acróstica de 33 letras se conoce con el nombre de Código Bacon y aparece tanto en las obras de Shakespeare como en la Biblia.[cita requerida]

### Bacon y el número 33
Gran parte de la información cifrada por Bacon en las obras teatrales y en la Biblia se centran en el número masónico 33.
En el prefacio del libro, Advancement of Learning (publicado en 1640), Bacon aporta una pista al escribir: 
"La gloria de Dios oculta algo y la de los Reyes es averiguarlo"
Esto conduce al Libro de los reyes del Antiguo Testamento, que incluye más códigos que utilizan el número 33. Lo que Bacon quería que se supiera es que el primer Templo de Salomón vivió 33 años de máximo esplendor (según el computo bíblico).
El rey David tenía que reinar 33 años en Jerusalén y Jesucristo tenía que morir a los 33 años.
Sin embargo, el Evangelio y el movimiento original de la Iglesia registraron que el rabino Jesús Cunobeline tenía mucho más años que 33 (Juan 8:57). Si los registros de la Iglesia son correctos ¿por qué el número 33 fue elegido para simbolizar la duración de su vida? Quizás porque en las sociedades secretas se necesitaban 33 años místicos para llegar a la maestría. Pasar por siete iniciaciones, la última, una amenaza para la vida, requiere 33 grados de la conciencia.
Bacon quería recalcar que los masones y otras sociedades secretas de la época, sabían que Jesús fue un iniciado del grado 33 en los misterios sagrados.
La dedicatoria de la obra Shakespeare folio of 1623, thirty-three, reza:

Dedicado a "la pareja de hermanos" (¿los gemelos Judas Khrestus y rabino Jesús?).[cita requerida]
Aquí la frase tiene 33 letras y además dirige al interesado directamente a la página 33 donde se encuentra otra secuencia de 33 letras: "Jesus Christ, Initiation, Great Pyramid" (Jesucristo, iniciación, Gran Pirámide"). La existencia de esta información codificada en el folio Shakespeare de 1623 es una prueba de la relación editorial de Bacon con la Biblia y las obras teatrales de Shakespeare.
En palabras de Tony Bushby, autor de The Bible Fraud:
"Quienquiera que desentrañe el Shakespeare folio 1623 probablemente haga el descubrimiento literario más importante de todos los tiempos. El milagro será encontrar la persona capaz de romper el velo y revelar los secretos de este tomo"